# Herzog von Noailles
Der Titel Herzog von Noailles (duc de Noailles) wurde im Dezember 1663 an Anne de Noailles, Comte d’Ayen, verliehen und bereits am 15. Dezember 1663 eingetragen. Er wird seither in der Familie de Noailles vererbt. Der jeweilige Erbe des Titels Duc de Noailles trägt traditionell den Titel Duc d’Ayen 

## Duc de Noailles
Der zweite, dritte und vierte Herzog waren Marschall von Frankreich. Der dritte, fünfte und sechste Herzog waren Ritter des Ordens vom Goldenen Vlies.
1. 1663–1678: Anne de Noailles († 1678), 1. Duc de Noailles (1663), Pair von Frankreich, Sohn von François de Noailles, Comte d’Ayen.
2. 1678–1708: Anne-Jules de Noailles (1650–1708), 2. Duc de Noailles, Pair von Frankreich, dessen Sohn.
3. 1708–1766: Adrien-Maurice de Noailles (1678–1766), 3. Duc de Noailles, Pair von Frankreich, dessen Sohn.
4. 1766–1793: Louis de Noailles (1713–1793), 4. Duc de Noailles, Pair von Frankreich, dessen Sohn.
5. 1793–1824: Paul-François de Noailles (1739–1824), 5. Duc de Noailles, Marquis de Maintenon, Pair von Frankreich, Militär und Chemiker, Mitglied der Académie des sciences, dessen Sohn.
6. 1824–1885: Paul de Noailles (1802–1885), 6. Duc de Noailles, Pair von Frankreich, Historiker, Mitglied der Académie française, dessen Großneffe.
7. 1885–1895: Jules Charles Victurnien de Noailles (1826–1895), 7. Duc de Noailles (1885), dessen Sohn;
8. 1895–1953: Adrien Maurice Victurnien Mathieu de Noailles (1869–1953), 8. Duc de Noailles; sein einziger Sohn Jean Maurice Paul Jules de Noailles (1893–1945), starb im KZ Bergen-Belsen als französischer Widerstandskämpfer; dessen Sohn Adrien-Maurice de Noailles (1925–1944) fiel als Widerstandskämpfer in den Vogesen.
9. 1953–2009: François Agénor Alexandre Hélie de Noailles (1905–2009), 9. Duc de Noailles, dessen Neffe.
10. seit 2009: Hélie de Noailles (* 1943), 10. Duc de Noailles, dessen Sohn.